# Jaciment romà de Son Joan Jaume
El jaciment romà de Son Joan Jaume és un jaciment arqueològic d'època romana situada en el terme municipal de Manacor (Mallorca). Hom pensa que es pot tractar d'una vil·la romana o d'un nucli de població rural menor.
És un jaciment encara poc conegut i no excavat. En superfície s'hi observen murs rectilinis de prop d'un metre d'alçada, que formen habitacions rectangulars que han restat amagades entre les mates. Tant la tècnica constructiva dels murs com els materials trobats en superfície fan veure que es tracta d'un assentament romà de nova planta. La seva cronologia va de final del segle ii aC fins a un moment avançat del Baix Imperi, aproximació fonamentada en les restes ceràmiques trobades: sigil·lata itàlica, sudgàl·lica i hispànica; sigil·lata de producció africana tipus A, C i D; àmfores itàliques, ebusitanes i tarraconines, a més de ceràmiques de cuina de producció nordafricana.
Alcaide, Mas i Cau el consideren un jaciment de primera magnitud i al seu entorn hi agrupen jaciments com els de Son Fangos, Son Amengual, es Boc Vell, Taiet, Can Roca de Son Artigues, puig de sa Figuera de Son Banús Nou i dos jaciments més sense nom assignat. El conjunt, tret de Taiet, estaria delimitat per les elevacions de les serres de Llevant al seu pas per la muntanya de sa Vall i l'ermita de Santa Llucia, i a prop del torrent de Son Caules que travessa aquesta agrupació.